# جيرالد إليس روزين
جيرالد إليس روزين (بالإنجليزية: Gerald Ellis Rosen)‏ هو محامي وقاضي أمريكي، ولد في 26 أكتوبر 1951 في تشاندلر في الولايات المتحدة.